# Di Amorim
Francisco Oliveira de Amorim (, Limoeiro do Norte), conhecido como Di Amorim, é um quadrinista brasileiro. Foi vencedor no 32.º Prêmio Angelo Agostini.

## Biografia
Começou a trabalhar em empresas de construção civil até que, aos trinta anos, começou a trabalhar com histórias em quadrinhos inspirado por Ed Benes, um dos primeiros artistas brasileiros a ter destaque no mercado norte-americano de HQs.
Di Amorim já trabalhou para a DC Comics e a Chaos! Comics, entre outras editoras de quadrinhos dos Estados Unidos. Seus trabalhos de maior destaque foram na Avatar Press, onde foi por três anos desenhista regular da revista Lady Death. Pela mesma editora, também desenhou a minissérie God is Dead, escrita por Jonathan Hickman (depois das seis primeiras edições, que originalmente finalizariam a minissérie, a revista tornou-se uma série regular com outros desenhistas).
Em 2016, Di Amorim ganhou o Prêmio Angelo Agostini de melhor desenhista por seu trabalho na revista Steampunk Ladies: Vingança a Vapor, escrita por Zé Wellington, com desenhos de Di Amorim e Wilton Santos, cores de Ellis Carlos e letras e grafismos de Deyvison Manes, publicada pela editora Draco no ano anterior.

## Prêmios e homenagens
- 2016 - Vencedor de Melhor Desenhista do 32.º Prêmio Angelo Agostini[6]